# Равнина Снегурочки
Равнина Снегурочки (лат. Snegurochka Planitia) — обширная равнина в северной полярной области Венеры. Простирается на 2800 км и вместе с равниной Лоухи образует большую низменность, которая окружает полюс и доходит до 75° с. ш. Получила имя Снегурочки согласно принятому в планетной номенклатуре правилу называть низменности Венеры в честь героинь мифов и сказок. Это название было утверждено Международным астрономическим союзом в 1985 году.

## История изучения

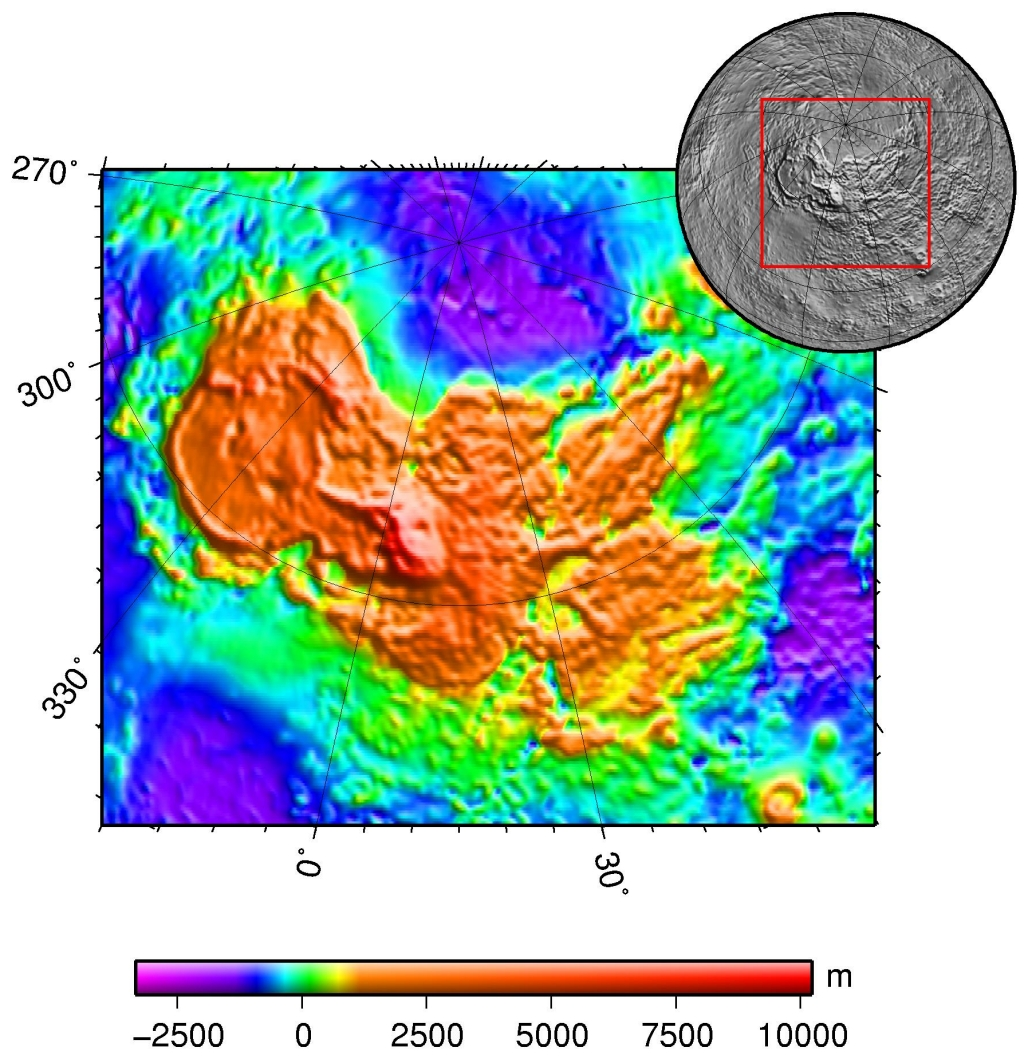
Карта высот. Большая возвышенность — земля Иштар; равнина Снегурочки с равниной Лоухи видны сверху

Наблюдение поверхности Венеры в видимом свете не позволяет её атмосфера, а радиолокация её околополярных областей с Земли невозможна из-за того, что они находятся на краю видимого диска планеты. Не охватил эти области и первый аппарат, выполнявший радиолокацию Венеры с орбиты вокруг неё — «Пионер-Венера-1».
Существующие на 2013 год данные о равнине Снегурочки (как и о всей северной полярной области Венеры) получены тремя АМС. Это «Венера-15» и «Венера-16», работавшие в 1983—1984 году, и «Магеллан», работавший в 1990—1994 году. Эти аппараты картировали отражательную способность поверхности для радиоволн длиной 8 см («Венеры») и 12,6 см («Магеллан»). «Магеллан» провёл картирование с лучшим разрешением, чем «Венеры» (около 120 м против 1—2 км), но он заснял северную область планеты не полностью.
Кроме того, эти три спутника вели альтиметрические исследования. Разрешение по горизонтали при этом было хуже. В случае «Магеллана» оно составляло 10—30 км (а вертикальное разрешение — 80—100 м).

## Расположение
Центр равнины Снегурочки расположен по координатам 86°36′ с. ш. 328°00′ в. д. / 86,6° с. ш. 328° в. д. На востоке она ограничена линиями Сел-ани (лат. Szél-anya Lineae), а на западе — грядами Денницы (Dennitsa Dorsa). Эти системы линий и гряд тянутся примерно вдоль меридианов (80° и 200° в. д. соответственно) к полюсу, где смыкаются друг с другом. Они отделяют равнину Снегурочки от равнины Лоухи — другой части околополярной низменности. Таким образом, северный полюс Венеры расположен на границе этих двух равнин, причём равнина Снегурочки занимает примерно 240-градусный сектор, а равнина Лоухи — вдвое меньший.
На юге равнина Снегурочки доходит до 75° с. ш. и ограничена (с востока на запад): краем земли Иштар, переходящей в тессеру Ицпапалотль, венцами Помоны, Анахит и Бачуэ, горами Метиды и Ренпет и венцом Масленицы, расположенным на южном конце гряд Денницы.

## Рельеф

### Геологическая история
Рельеф равнины Снегурочки довольно ровный (на отдельных участках — самый ровный на Венере), но там есть структуры и тектонического, и вулканического, и ударного происхождения. По ним можно сделать некоторые выводы насчёт геологической истории этой равнины, соседних участков и Венеры в целом. Например, морфология пограничных участков между равниной Снегурочки и плато Лакшми (высокое поднятие в западной части земли Иштар) указывает на то, что это плато поднялось в результате пододвигания под него блоков коры с севера.
По наложению друг на друга различных деталей рельефа равнины Снегурочки установлено, что самые старые из них — тессеры, пояса хребтов и равнины, пересечённые множеством линий. После них появились мелкие щитовидные вулканы, которые залили свои окрестности лавой. Ещё позже — от 1 до 0,5 млрд лет назад — возникли большие щитовидные вулканы, которые привели к более масштабному обновлению поверхности (появлению обширных лавовых равнин). В это же время образовались одни из самых молодых деталей рельефа — пояса трещин (возможно, вследствие растяжения поверхности при поднятии магмы). Другие молодые объекты — это небольшие (20—50 км в диаметре) поднятия, лопастевидные равнинные участки, окружающие более крупные поднятия и, вероятно, венцы. Признаков ветровой эрозии на равнине Снегурочки не найдено.

### Тектонические структуры
Структуры, ограничивающие равнину Снегурочки с востока и запада, — линии Сел-ани и гряды Денницы соответственно — имеют тектоническое происхождение. Первые представляют собой систему параллельных разломов, образовавшихся, видимо, при растяжении поверхности, а вторые — систему параллельных хребтов, появившихся при сжатии.
На равнине Снегурочки есть и другие (меньшие) системы хребтов и разломов. Много таких структур вытянуто вдоль её южной границы: гряды Фульгоры (лат. Fulgora Dorsa), гряды Семуни (Semuni Dorsa), гряды Дянь-му (Dyan-Mu Dorsa), каньон Миснэ (Misne Chasma), уступ Уорсар (Uorsar Rupes) и долина Саги (Saga Vallis). В восточной части равнины находится крупная система линий — линии Тезан (Tezan Lineae). Кроме того, в разных местах равнины есть много мелких разломов и складок.
С юга равнина Снегурочки граничит с двумя крупными тессерами — своеобразными пересечёнными в нескольких направлениях участками, напоминающими паркет. Это тессера Фортуны (Fortuna Tessera) и тессера Ицпапалотль (Itzpapalotl Tessera), которые образуют северную часть земли Иштар. Кроме того, небольшая тессера обнаружена в северо-восточной части равнины.

### Вулканические структуры
Самые заметные вулканические образования равнины Снегурочки — это венцы и щитовидные вулканы. На этой равнине их концентрация заметно больше, чем на соседней равнине Лоухи.
Венцы (лат. corona, мн. ч. coronae) — это своеобразные кольцевые структуры диаметром в сотни километров, которые образовались, вероятно, при поднятии магмы с последующим опусканием поверхности. На равнине Снегурочки целиком или частично находятся 4 венца, расположенные вдоль западной части её южного края. Это (с востока на запад) 350-километровый венец Помоны (лат. Pomona Corona), 400-километровый венец Анахит (Anahit Corona), 450-километровый венец Бачуэ (Bachue Corona) и 200-километровый венец Масленицы (Maslenitsa Corona), находящийся на границе равнин Снегурочки и Лоухи (на южном конце гряд Денницы).
Самые крупные вулканы равнины Снегурочки — гора Ренпет (Renpet Mons) на юго-западном краю равнины, гора Лаки (Laka Mons) ближе к её центру и гора Сарасвати (Sarasvati Mons) около границы с землёй Иштар. Эти вулканы, видимо, не связаны с крупными тектоническими структурами и разбросаны по поверхности случайно. От них на 150—250 км тянутся потоки застывшей лавы. Вдоль южного края равнины вытянута ещё одна покрытая застывшей лавой область — поток Хелохи (Heloha Fluctus), который достигает длины 375 км. Кроме того, на равнине вблизи вулканов есть извилистые углубления — лавовые каналы.

### Ударные кратеры
Севернее 75° с. ш. на Венере обнаружено 23 ударных кратера и тесных групп кратеров. Этот подсчёт сделан по радиолокационным картам «Магеллана», которые охватывают около 90 % равнины Снегурочки и около 2/3 равнины Лоухи. Разрешение карт — около 120 м, а диаметр наименьшего обнаруженного кратера — 2,9 км.
16 из 23 упомянутых структур лежат на равнине Снегурочки, 5 — на равнине Лоухи и две — на границе между ними. Самые большие кратеры равнины Снегурочки — Лагерлёф (59,8 км в диаметре), Дашкова (52,3 км) и Волкова (46,9 км). Большинство кратеров окружено выбросами (у некоторых из них выбросы покрыты более поздними наслоениями). Кратеры равнины Снегурочки, как и Венеры в целом, распределены по поверхности случайно.